# Toronto CCMs
Toronto CCMs byl amatérský kanadský klub ledního hokeje, který sídlil ve Torontu v provincii Ontario. Na mistrovství světa v ledním hokeji v roce 1930 ve Francii, Rakousku a Německu reprezentoval kanadský výběr. Na tomto turnaji byl kanadský tým nominován hned do finále, ve kterém se utkal s národním výběrem Německa, který porazil poměrem 6:1.

## Úspěchy
- Mistrovství světa v ledním hokeji ( 1× )
  - 1930

## Soupiska medailistů z MS 1930
Brankář: Percy Timpson.

Obránci: Joseph Griffin, Frederick Radke.

Útočníci: Alexander Park, Wallace Adams, Howard Armstrong, Albert Clayton, Gordon Grant, Donald Hutchinson.

Trenér: Les Allen.